# Zhoubnější než hadí jed
Zhoubnější než hadí jed je pátá epizoda druhé řady animovaného seriálu Star Trek. Premiéra epizody v USA proběhla 5. říjen 1974, v České republice 15. února 1998.

## Příběh
Hvězdného data 6063.4 federační loď USS Enterprise NCC-1701 vedená kapitánem Jamesem T. Kirkem je zasažena neznámou silou ve vesmíru, která loď znehybní. Záhy se objevuje cizí plavidlo, které se během útoku dokáže proměnit na cosi připomínající draka. Pouze jediný člen posádky, kormidelník Velký Medvěd, jež je potomkem původních obyvatel Ameriky, zjevení označuje jako Kukulkan. Neznámá loď promlouvá k posádce Enterprise a vyčítá lidskému druhu, že na něj zapomněl, a pokud se to bude ještě jednou opakovat, nechá celý druh zničit.
Velký Medvěd objasňuje, že Kukulkan je bájným tvorem starých mayských indiánů. Náhle začnou z lodi mizet členové posádky - Dr. Leonard McCoy, kapitán Kirk, šéfinženýr Montgomery Scott a Velký Medvěd. Všichni se objevují na neznámém místě, které Kukulkan přetváří na svět v podobě mayského města včetně vysoké pyramidy. Celé město však čítá také znaky prastaré Čínské říše nebo egyptské monumenty. Velký Medvěd usuzuje, že kdysi dávno na Zemi chtěl Kukulkan po obyvatelích vystavět takové město, ale nikdo to tehdy neudělal správně. Všichni čtyři společně aktivují pyramidu coby zesilovač energie, načež se zjevuje Kukulkan ve své pravé podobě okřídleného draka.
Kukulkan ukazuje svou sbírku tvorů, kteří žijí ve zvláštních akváriích, v nichž jim je dávána iluze života v míru na ideálním místě. Vysvětluje, že stejně mělo fungovat takové město na Zemi, ale lidé se tehdy vzbouřili. Kirk namítá, že lidé nechtějí žít v iluzi, i kdyby to byla jediná cesta ke globálnímu míru, a ani Kukulkan nemá právo ostatní tvory věznit. Kukulkan je rozhořčen a napadne výsadek.
Mezitím na Enterprise pan Spock objevuje způsob, jak se dostat ze sféry, která loď drží na místě. Kukulkan to ihned zaregistruje a chystá se na dálku loď zničit. Kirk a McCoy jej chtějí zaměstnat a vypouští z kotce elektrolva, který byl znám jako nejnezkrotnější tvor v dalekém vesmíru se schopností při dotyku vydat impuls 2000 voltů. Elektrolev rozbije i ostatní kotce, ale nakonec ohrožuje samotného Kukulkana. Kirk si tak vezme od McCoye hyposprej a elektrolva uspí. Kukulkan pak uznává, že ačkoliv lidem dal mnoho, nikdy nebudou jeho společníky a nechává je jít si svou cestou.